# Comuna Șevcenkove, Vasîlkivka
Șevcenkove (în ucraineană Шевченкове) este o comună în raionul Vasîlkivka, regiunea Dnipropetrovsk, Ucraina, formată din satele Hutoro-Ceaplîne, Krasnoșciokove, Șevcenkove (reședința) și Svîrîdove.

## Demografie
Componența lingvistică a satului Șevcenkove
     Ucraineană (95,16%)
     Rusă (4,46%)
Conform recensământului din 2001, majoritatea populației satului Șevcenkove era vorbitoare de ucraineană (95,16%), existând în minoritate și vorbitori de rusă (4,46%).